# Din vredes dag
Din vredes dag (finska: Vihan päivät) är en finländsk TV-serie i sex avsnitt från 1991 i regi av Åke Lindman. Serien bygger på Barbara Winckelmanns roman med samma namn från 1979 och i huvudrollerna som tjänstehjon ses Ulrika Hansson och Johan Portin.

## Handling
Serien utspelar sig under den lilla ofredens tid, det vill säga under Rysslands ockupation av Finland 1742–1743. Den skildrar olika människoöden i Helsingfors av folk från alla samhällsklasser. I historiens centrum står dock tjänstehjonen Brittas (Ulrika Hansson) och Ontrejs (Johan Portin) berättelse.
Britta arbetar som piga hos rådman Gericken (Elmer Green). Den unge mannen i huset, Mattias (Ola Isedal), gör henne gravid, trots att han står i begrepp att gifta sig med Gerickens dotter Barbro (Mona Fritzén). För att dölja graviditeten gifter rådman Gericken bort Britta med Ontrej. Ontrej är känd som en ensamvarg med ett okänt förflutet. Han kan rentav vara ryss.

## Rollista
- Ulrika Hansson – Britta
- Johan Portin – Ontrej
- Aleksi Mäkelä - Anders Uttermössa
- Elmer Green – Gericken
- Ola Isedal – Mathias
- Mona Fritzén – Barbro Bruce
- Rebecca Troupp – Juliana Jägerhorn
- Leif Wager – Carl Gustav Jägerhorn
- Algot Böstman – Hans Christer Jägerhorn
- Gunvor Sandkvist – Snikan
- Steve Kratz – Johan Cronstedt
- Göran Schauman – Rådman Burtz
- Carl Billquist – Kaplan Mjödn
- Lasse Fagerström – Kopparslagare Backman
- Ivar Rosenblad – Rådman Clayhills
- Svante Martin – Stadsbetjänt Jåutzmies
- Peter Kneip – Landshövding Creutz
- Per Myrberg – Överste Lagercrantz
- Roland Hedlund – Överbefälhavare Buddenbrock
- Gösta Prüzelius – General Cronstedt
- Per Wager – Skedanden
- Kenneth Battilana – Tunnbindare Möller
- Rabbe Smedlund – Knappmakare Bäsk
- Martin Kurtén – Borgmästare Renhoorn
- Johan Simberg – Rådman Govinius
- Alf Hemming – Repslagarmästare Manner
- Henrik Eklundh – Unge Bock
- Tor Planting – Stadskapten Uhrwäder
- Anders Slotte – Unge Burtz
- Mikael Anderson – Unge Govinius
- Pia Runnakko – Pigan Katri
- Gustav Wiklund – Stadskassör Strandmam
- Frej Lindqvist – Landshövding Gyllenstierna
- Leif Granit – Snickare Norling
- Arto Rintamäki – Stadssekreterare Tellequist
- Fred Negendanck – Stadsfiskal Salhsten
- Seppo Kolehmainen – Repslagarmästare Röön
- Thomas Backlund – Värvare Herkepaeus
- Casper Mickwitz – Fredrik Anders Jägerhorn
- Göran Sjöholm – Kapten Hästesko
- Ove Grundström – Kuriren
- Sven Wilson – Sjökaptenen
- Johanna Ringbom – Malena Norling
- Anna Grönblom – Horan
- Fred Lindqvist – Landshövding Gyllenstierna
- Dick Idman – Hattmakare Adrian
- Anders Larsson – Regementspastor Tiburtius
- Asko Sarkola
- Nils Brandt
- Börje Idman
- Gösta Kelter
- Sari Lilliestierna
- Ann-Mari Förström
- Lasse Bergström
- Rolf Hurtta
- Peter Blomberg
- Tord Pååg
- Robert Bruno Malmberg
- Claes Ljungmark
- Nicke Lignell
- Kristoffer Möller
- Viktor Drevitski
- Wilhelm Stewen
- Barbara Winckelmann
- Sigrid Nyman-Rehnström
- Lissu Ekberg-Tallqvist
- Kaisa Kähönen
- Mirja Oksanen

## Om serien
Serien producerades av Jan-Anders Söderholm och spelades in efter ett manus av Lorentz Lyttkens, Helena Rivière och Barbara Winckelmann. Musiken skrevs av Lasse Mårtenson och serien fotades av Pauli Sipiläinen. Den klipptes av Pipsa Valavaara och premiärvisades den 12 februari 1991 i Finland.